# 湖北三峡职业技术学院
30°41′39″N 111°18′27″E / 30.69407°N 111.30763°E
湖北三峡职业技术学院是湖北省宜昌市一所市属全日制专科学校，位于宜昌市体育场路，占地面积1621亩，建筑面积33万平方米。2002年7月，原宜昌农业专科学校、原宜昌市财贸学校、原宜昌市工业学校合并成立宜昌职业技术学院；2004年6月，学校改为现名；2009年12月，原宜昌市卫生学校整体并入湖北三峡职业技术学院，2010年3月，宜昌市卫生学校更名为湖北三峡职业技术学院医学院。